# 李師淵
李師淵（16世紀—17世紀），湖廣黃州府蘄水縣人，明朝軍事人物。

## 生平
李師淵是天啟七年（1627年）的武舉人，崇禎元年（1628年）聯捷武進士，獲授京營把總，升為陝西固原州游擊；當時陝西右參政陸夢龍守衛固原，慷慨談論兵事，以清除盜賊為己任。崇禎七年（1634年）夏天有賊來犯，陸夢龍率軍擊卻。到閏八月初一，流賊攻陷龍德縣，陸夢龍率領李師淵和其他將領防禦之；時賊眾人數不過千，但很快人數飆升，「矢石如雨」，被重重包圍，他和陸夢龍大呼進擊，因此戰死。他的兒子李之芳、孫子李魏峻都是庠生，曾孫李琮以歲貢出任武昌縣訓導。

## 引用
1. 1 2  民國《襄陵縣志·卷十一·名賢傳》：李師淵，崇禎元年武進士，授京營把總，累任陝西固原州游擊；時右參政陸夢龍守固原，慷慨好談兵，以廓清羣盜自負。七年夏賊來犯，擊却之，閏八月初一日賊陷龍德縣，夢龍率師淵等禦之；賊初不滿百，已而大至，矢石如雨，突圍不得出。夢龍與師淵大呼奮擊，遂俱戰死；男之芳、孫魏峻俱庠生，曾孫琮以歲貢任武昌縣訓導。
2. ↑  光緒《蘄水縣志·卷八·選舉志》：（天啟）丁卯科（武舉人）……李師淵 進士